# Temple Tayuan
Le temple Tayuan (chinois : 塔院寺 ; pinyin : Tǎyuàn Sì) est un temple bouddhiste situé sur le Xian de Wutai, à Xinzhou, dans la province du Shanxi en république populaire de Chine.

## Histoire
Le temple fut fondé entre 1368 et 1644 sous la dynastie Ming. Le temple Tayuan est renommé pour la pagode Daciyanshou et ses plus de 200 clochettes. Haute de 56,4 m, elle conserve une stèle de l'empereur de pas de Sakyamuni. La pagode Daciyanshou (un grand chörten) est considéré comme le symbole du Mont Wutai. Selon la légende bouddhiste, après que Sakyamuni eut atteint le nirvana en 486 avant J. - C., l'empereur indien Ashoka aurait moulé 84 000 stûpas avec 84 000 reliques représentant l'incarnation de Sakyamuni afin de les distribuer dans le monde. Cette pagode blanche du temple Tayuan est l'un des 19 stûpas que l'on trouve en Chine. En 1407, l'empereur Ming Yongle (1360-1424) reconstruit le temple. En 1579, L'impératrice douairière de commandes eunuque de reconstruction de le temple. Dans le 9 avril 1948, Mao Zedong et Zhou Enlai adoptée par le temple. En 1952, le Conseil des affaires de l'État de la république populaire de Chine rénove le temple. Il est classé temple bouddhiste d'importance nationale en région Han  depuis 1983.